# Грин, Люси
Люсинда «Люси» Мэй Грин (англ. Lucinda May Green; род. 1975, Бедфордшир, Англия, Великобритания) — британская учёная, исследовательница в области физики Солнца, популяризатор науки. С 2005 года работает в Лаборатории космических исследований Маллард при Университетском колледже Лондона, профессор.
Грин управляет программой лаборатории Ма́ллард по связям с общественностью и заседает в комитете подразделения Европейского физического общества по изучению физики Солнца, а также в консультативном совете Музея науки в Лондоне.
В 2013 году после смерти сэра Патрика Мура стала первой женщиной-ведущей астрономической телепередачи «Небо ночью» производства «Би-би-си».
Научные исследования Грин сосредоточены на атмосферной активности Солнца, в частности корональных выбросах массы и вызывающих их изменениях магнитного поля Солнца.
Автор научно-популярной книги 15 Million Degrees: A Journey to the Centre of the Sun, получившей превосходные отзывы в Guardian и Financial Times.
Грин решила посвятить свою карьеру физике Солнца после того, как будучи студенткой Суссекского университета посетила Крымскую астрофизическую обсерваторию.
Отмечена Lise Meitner Medal and Prize Института физики (IOP) (2017).